# Carnide (Metro de Lisboa)
Carnide es una estación del Metro de Lisboa. Se sitúa en el municipio de Lisboa, entre las estaciones de Pontinha y Colégio Militar/Luz de la Línea Azul. Fue inaugurada el 18 de octubre de 1997 junto con la estación de Pontinha, en el ámbito de la expansión de esta línea a la zona lisboeta de Pontinha.
Esta estación se ubica en la Av. Marechal Teixeira Rebelo, junto al cruce con la Rua Guiomar Torrezão, en el barrio de Carnide. El proyecto arquitectónico es de la autoría del arquitecto Sérgio Gomes y las intervenciones plásticas del artista plástico José de Guimarães. A semejanza de las estaciones más recientes, está equipada para poder atender a pasajeros con movilidad reducida; varios ascensores facilitan el acceso al andén.